# أنطونيو سواريث
أنطونيو سواريث (بالإسبانية: Antonio Suárez Vázquez)‏ (مواليد 20 مايو 1932 - الوفاة 06 يناير 1981) كان دراج إسباني في صنف سباق الدراجات على الطريق.

## سباقات أو مراحل فاز بها
- طواف إسبانيا

## روابط خارجية
- أنطونيو سواريث على موقع أرشيف الدراجات (الإنجليزية)
- أنطونيو سواريث على موقع إحصائيات الدراجات الإحترافية (الإنجليزية)